# Juan Dionisio Gamba
Juan Dionisio Gamba y Urueña fue un abogado colombiano, que ocupó la presidencia del Estado de Cundinamarca desde el 26 de noviembre de 1812 hasta el 14 de diciembre de 1812 como integrante de la Junta de Gobierno designada por el general Antonio Nariño para que rigiera el Estado de Cundinamarca en su ausencia.

## Biografía
Natural de Valle de San Juan en la actual provincia de Ibagué, nacido el 7 de abril de 1761, hijo de Antonia López de Urueña de esa misma localidad y del genovés Francisco María Gamba y Vasallo, comerciante en Mariquita y Santa Fe y alcalde ordinario de la parroquia Valle de San Juan durante un periodo. Juan Dionisio se recibió como abogado del Colegio de San Bartolomé en 1785.

## Trayectoria
Colegial de San Bartolomé. Abogado de la Real Audiencia de Santafé. Oficial Mayor de la Contaduría General de Tabacos en 1789. Contador principal de las Rentas de Mompox en 1810.

### Carrera política temprana
Una vez declarado el grito de Independencia, la Junta suprema de gobierno lo llamó para que asumiera como fiscal del Tribunal de Apelaciones instaurado en el mes de agosto. Fue luego representante por Ibagué al Colegio Constituyente de Cundinamarca conformado para redactar la Constitución del Estado. Alcalde de barrio de Santafé. Designado Secretario de Hacienda por el general Antonio Nariño.

## Presidente de Cundinamarca
Asumió la Presidendia del Estado de Cundinamarca por ausencia temporal del titular en su calidad de Secretario de Hacienda. Esta nueva figuración lo convirtió en objeto de crítica de los reconocidos versos agresivos del realista Francisco Javier Caro, quien escribió: Gamba si usara muletas/No hay duda que la certara,/Y con eso se excusara/De andar haciendo gambetas/Este viudo cuyas tretas/Son chismear en secreto,/Este uncionado esqueleto/Descarnado y asqueroso,/Sobre baboso y gangoso/Es alcahuete completo..

## Últimos años
En el gobierno de Manuel De Bernardo fue designado como Secretario de Estado y del Despacho Universal de Gobierno. Juez de la Alta Corte de Justicia en 1815. Condenado a presidio en Omoa por el Tribunal de Purificación instalado por Pablo Morillo. El 29 de agosto, a las ocho de la mañana, fue sacado preso en sillón y con grillos para Cartagena, acompañado de otros condenados como Luis Eduardo de Azuola, José Sanz de Santamaría, Camilo Manrique, don Sinforoso Mutis Consuegra, Pantaleón Gutiérrez de Lara, José María Del Castillo, Manuel Pardo y Florencio Ortiz.

## Familia
Contrajo matrimonio en Santafé el 9 de julio de 1781 con María Rosalía de Aranzazugoitia y Lombana, hija de Manuel de Aranzazugoitia Asunsolo y María Gertrudis Lombana. Fue su hijo el capitán Manuel Francisco de Paula Gamba Aranzazugoitia.
| Predecesor: Antonio Nariño | Presidente de Cundinamarca 26 de noviembre de 1812 14 de diciembre de 1812 | Sucesor: Antonio Nariño |